# Duga Poljana (Sjenica)
Pour les articles homonymes, voir Duga Poljana.
Duga Poljana (en serbe cyrillique : Дуга Пољана) est un village de Serbie situé dans la municipalité de Sjenica, district de Zlatibor. Au recensement de 2011, il comptait 452 habitants.

## Démographie

### Évolution historique de la population
| 1948 | 1953 | 1961 | 1971 | 1981 | 1991 | 2002 | 2011 |
| ---- | ---- | ---- | ---- | ---- | ---- | ---- | ---- |
| 731  | 673  | 725  | 796  | 777  | 685  | 594  | 452  |

|  |